# Roslandy Acosta
Roslandy del Valle Acosta Alvarado (La Guaira, 25 febbraio 1992) è una pallavolista venezuelana, schiacciatrice  della Trentino.

## Palmarès
- Coppa di Finlandia: 1

2013
- Campionato sudamericano per club: 1

2020